# Benedetto Cacciatori

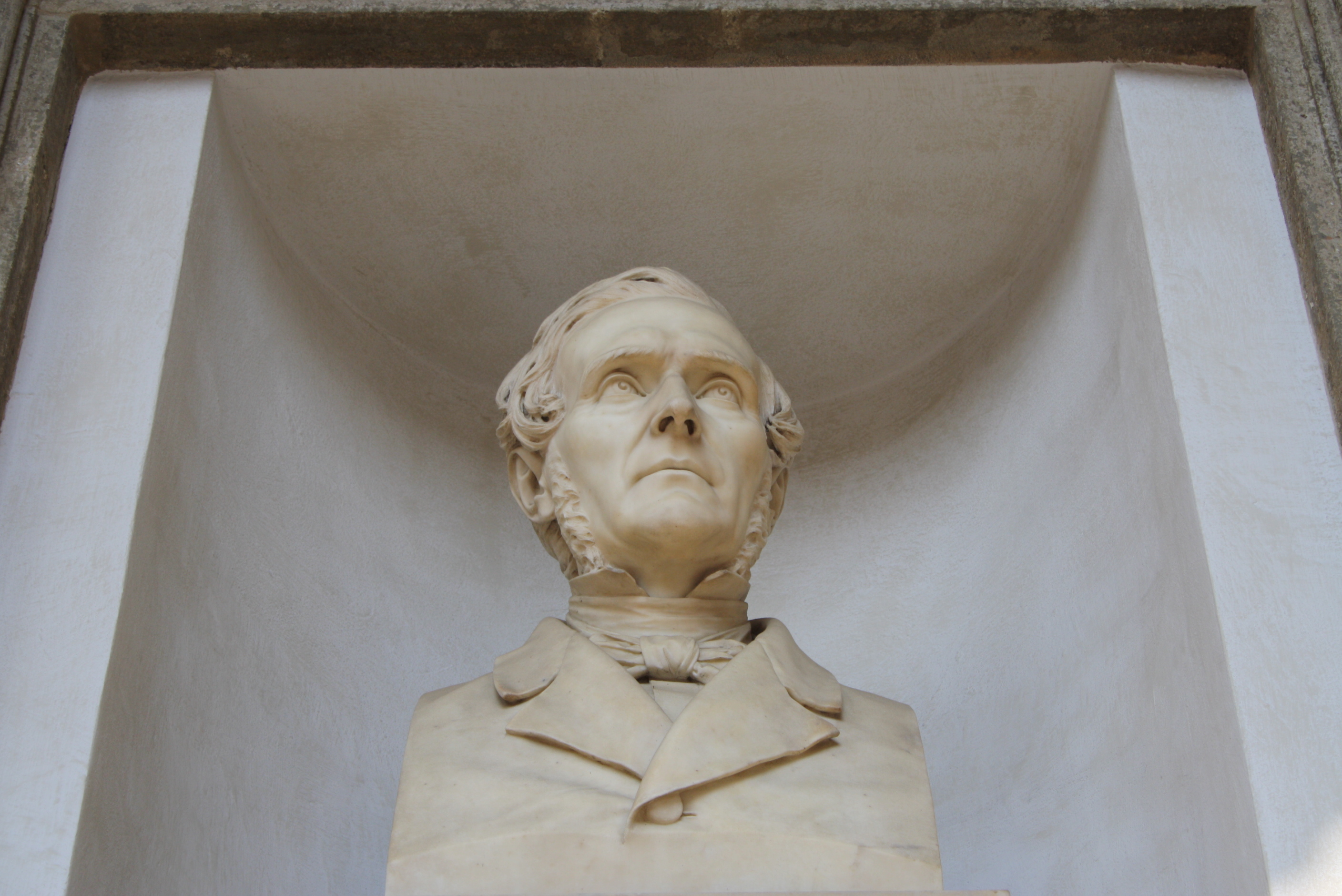
Büste Benedetto Cacciatoris am Palazzo di Brera in Mailand

Benedetto Cacciatori (* 29. Dezember 1794 in Carrara; † 25. September 1871 ebenda) war ein italienischer Bildhauer.

## Leben

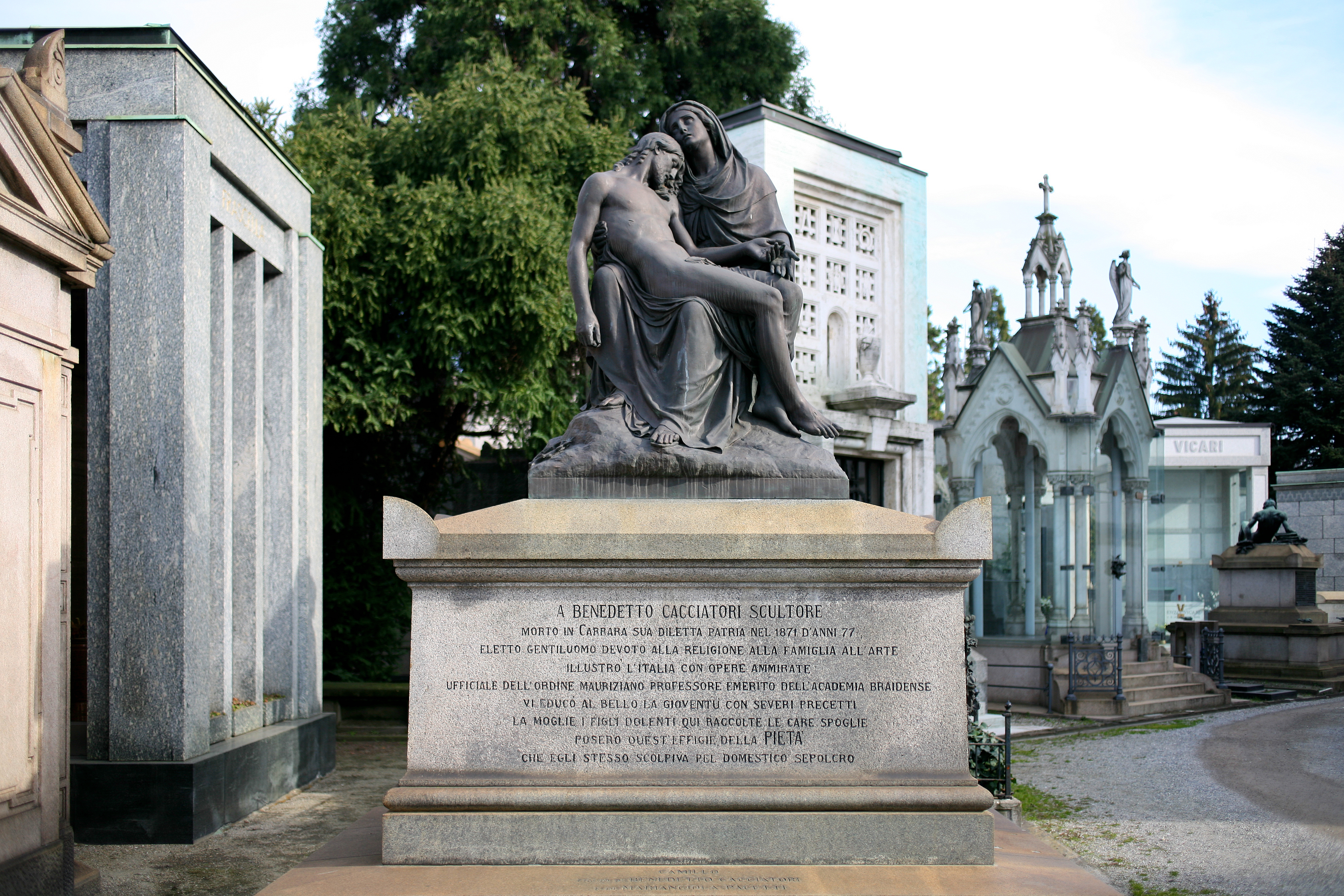
Das von ihm selbst geschaffene Grabmal Cacciatoris auf dem Cimitero Monumentale in Mailand

Benedetto Cacciatori erhielt die erste Ausbildung von seinem Vater, dem Bildhauer Ludovico Cacciatori († 1854), und besuchte anschließend die Accademia di Belle Arti di Carrara bei Lorenzo Bartolini. 1810 brachte ihn der Vater nach Mailand und vertraute ihn Camillo Pacetti, einem Vertreter des Klassizismus, an der Accademia di Brera an. 1817 erhielt er den ersten Preis der Akademie für seinen Entwurf Herkules entreißt die Dejanira dem Kentauren Nessus.
Schon in jungen Jahren erhielt er Aufträge von Maria Christina von Savoyen für die Burg von Agliè und von Karl Felix für die Abtei Hautecombe in Savoyen, für die er mit Hilfe seines Vaters und seines Bruders Candido zahlreiche Statuen anfertigte.
Bis 1860 unterrichtete er als Professor an der Accademia di Brera. Zu seinen Schülern zählten unter anderem Vincenzo Vela und Francesco Barzaghi.
Cacciatori schuf zahlreiche Statuen, Denkmäler und Grabmäler in der Lombardei und im Piemont. Seine Werke sind am klassizistischen Stil Pacettis orientiert, zeigen aber auch Einflüsse Bartolinis mit Elementen der Rückbesinnung auf die Renaissance.

## Werke

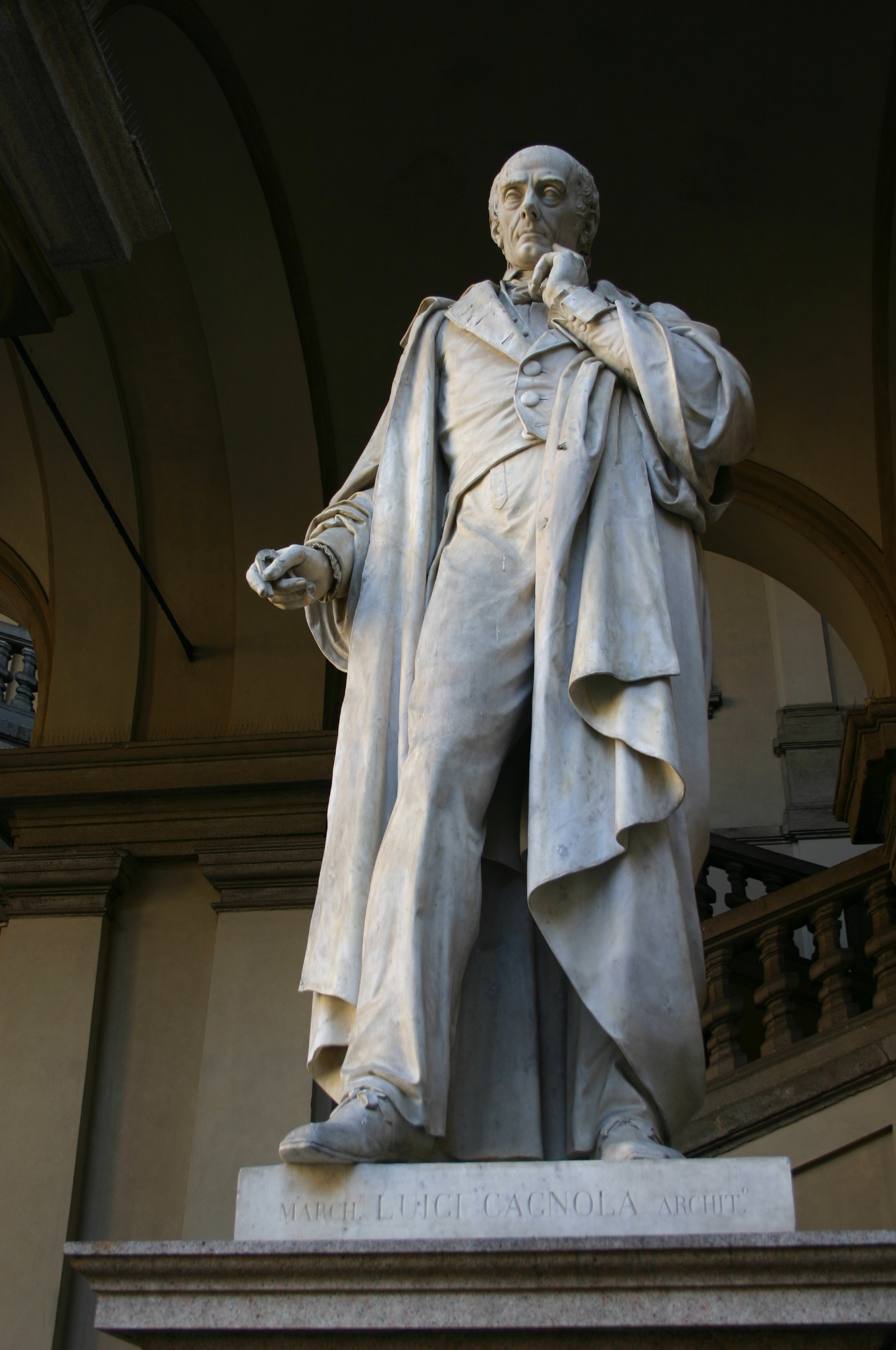
Statue Luigi Cagnolas in Mailand

- Stauten in der Abtei Hautecombe, um 1830
- Statuen der Minerva und des Merkur an der Porta Venezia, Mailand, 1831
- Reliefs Einzug Franz’ I. und Kapitulation Dresdens, Allegorien der Flüsse Po und Ticino, Statuen des Mars und der Minerva, zwei geflügelte Siegesgöttinnen, Arco della Pace, Mailand, 1827–1838
- Figur Carlo Albertos, Madonna mit Kind, Sarkophage für Amadeo VIII. und Emmanuele Filiberto, Grabkapelle S. Sindone des Savoyischen Königshauses im Turiner Dom, 1838–1843
- Denkmal für Luigi Cagnola, Palazzo di Brera, Mailand, 1849
- Pietà, Kirche San Sebastiano, Mailand, 1865
- Denkmal für Luigi Canina, Piazza Santo Stefano, Casale Monferrato, 1865
- Statue des hl. Maximilian, Mailänder Dom
- Statue Napoleons I. in der Villa Cataldi, Marengo